# Щебжешин
Щебжешин (пол. Szczebrzeszyn) — город в Польше, входит в Люблинское воеводство, Замойский повят. Имеет статус городско-сельской гмины. Занимает площадь 29,04 км². Население — 5357 человек (на 2004 год).

В Польше особенно известен благодаря стихотворению «Жук» («Chrząszcz»), начинающемуся строкой: «В Щебжешине в камыше жужжит жук» (пол. W Szczebrzeszynie chrząszcz brzmi w trzcinie,  Ян Бжехва), в котором мастерски обыграны фонетические особенности польского языка, прежде всего — тенденция к сочетанию нескольких согласных, как правило, с участием аффрикат. 
Во время Второй мировой войны в 1939 году на территории города было организовано гетто. В октябре 1942 нацисты его ликвидировали. Практически все узники гетто были убиты.

## Галерея

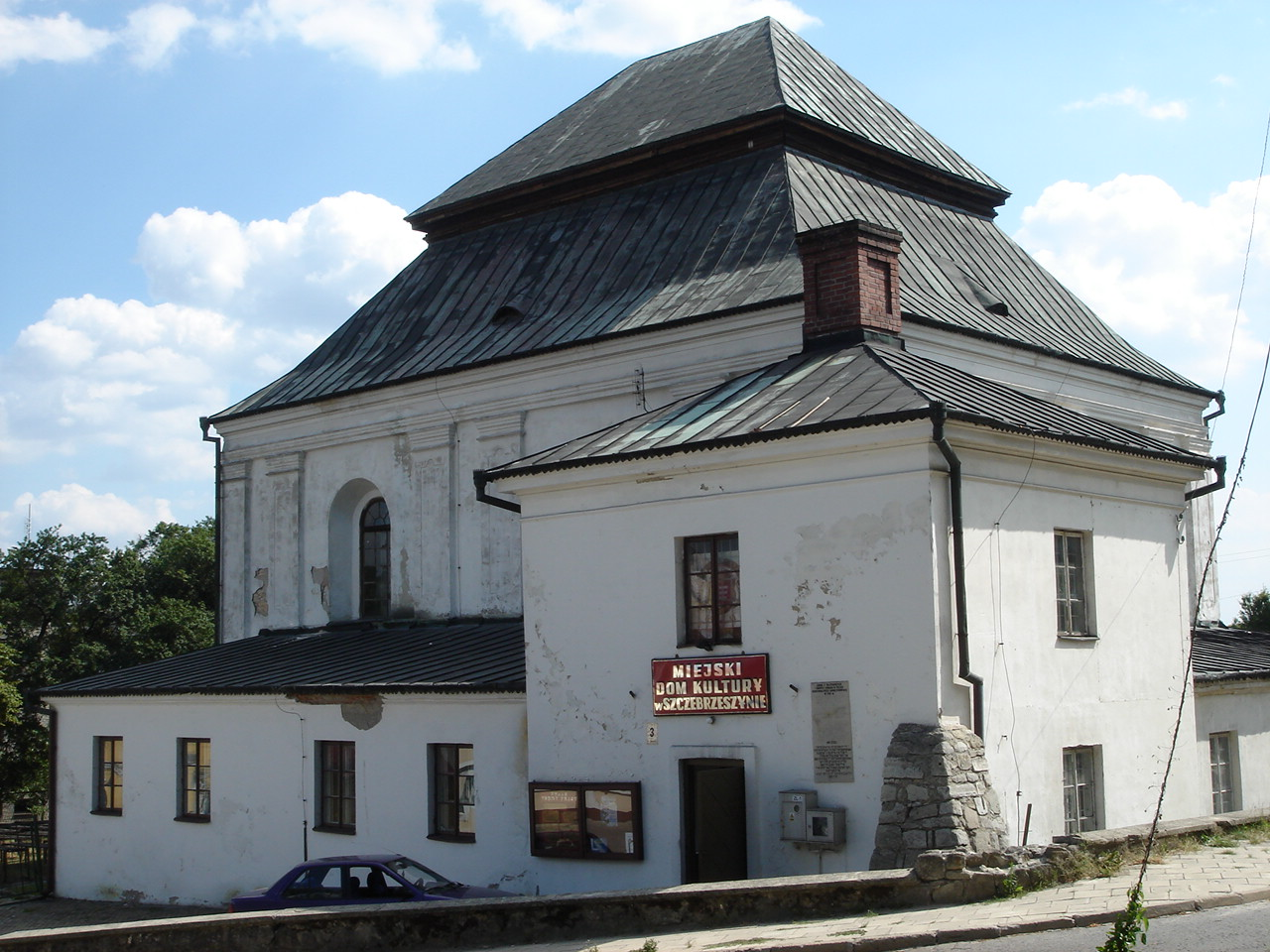
Синагога (1648)
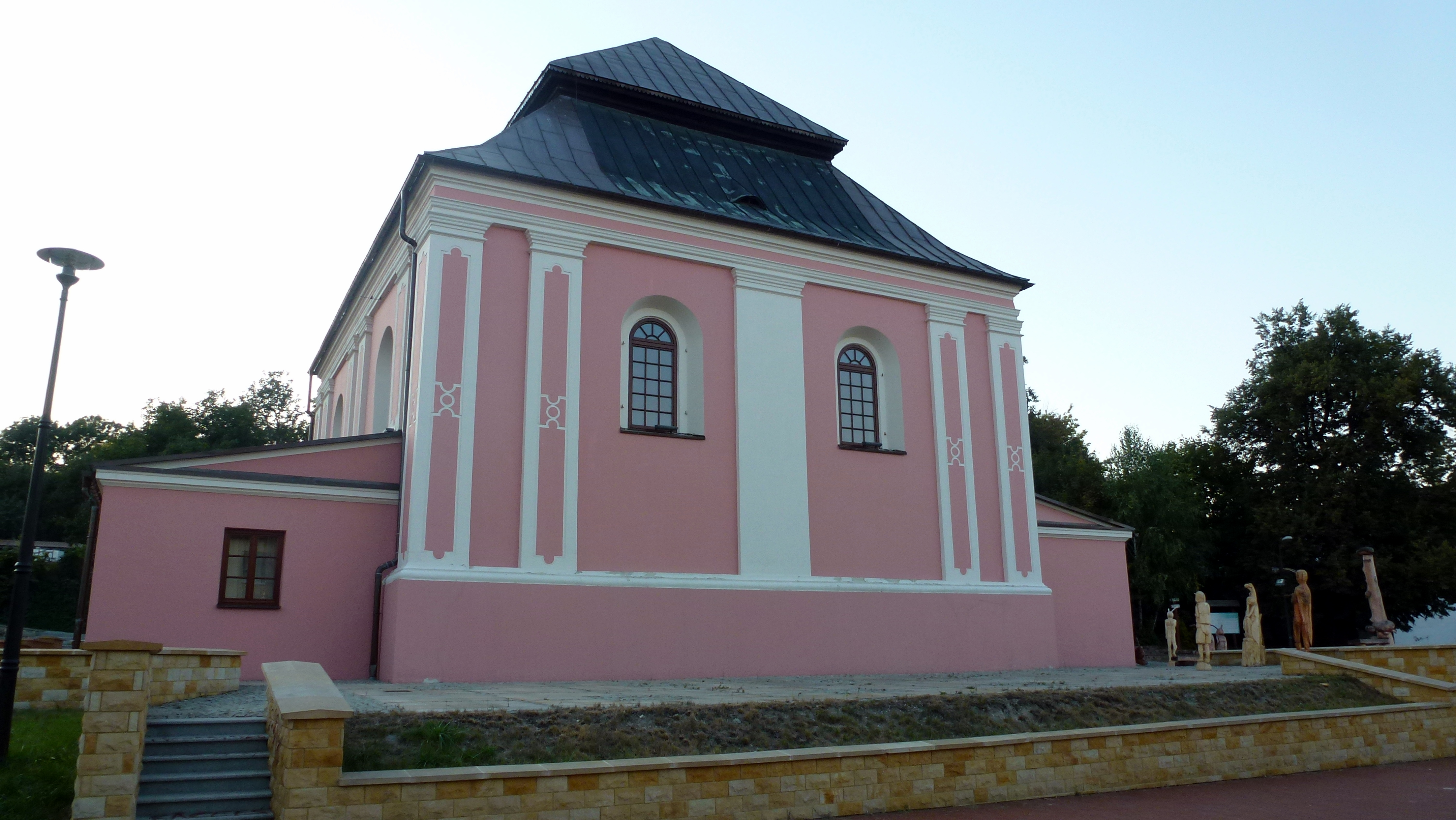
Синагога
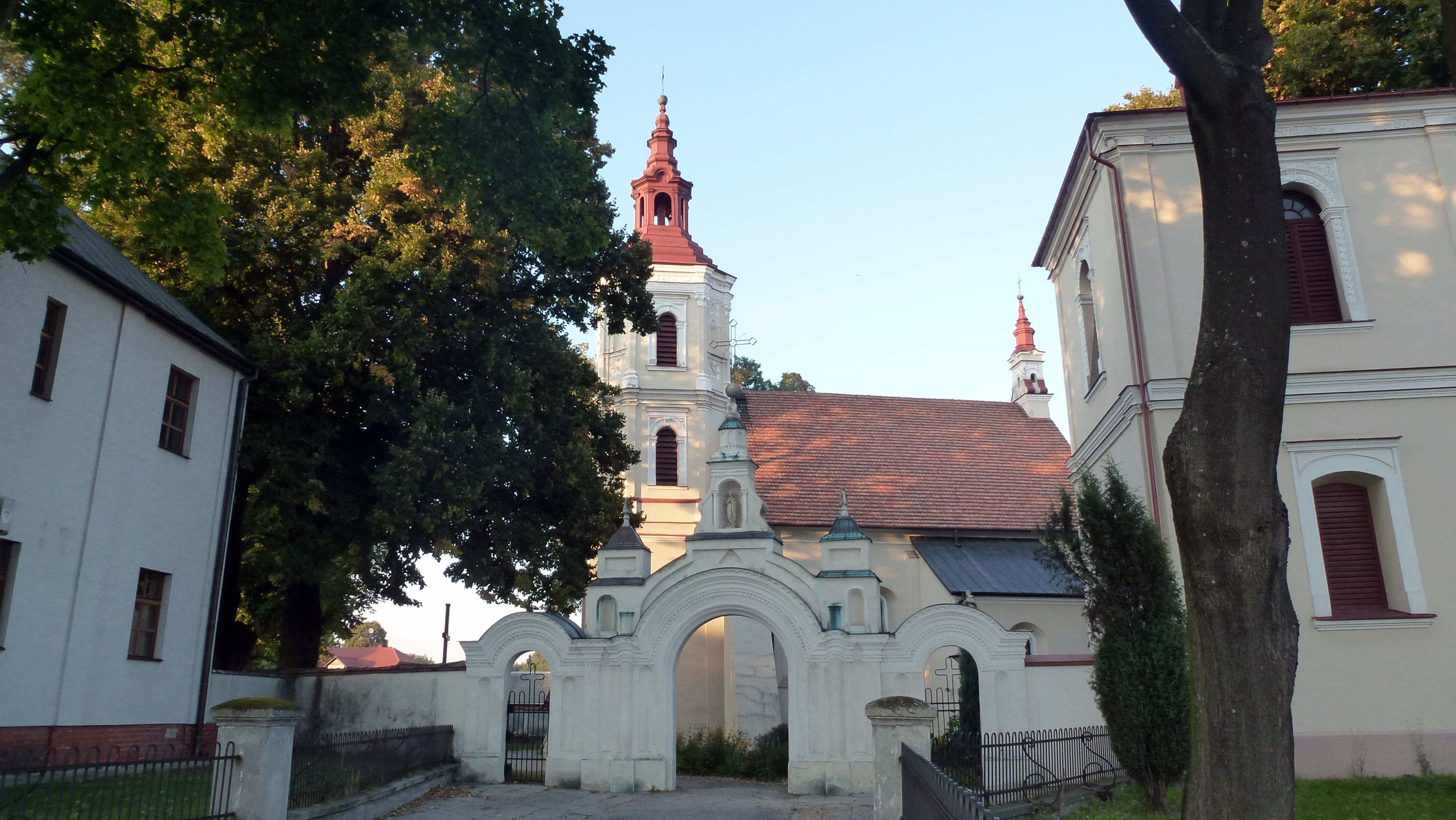
Костёл
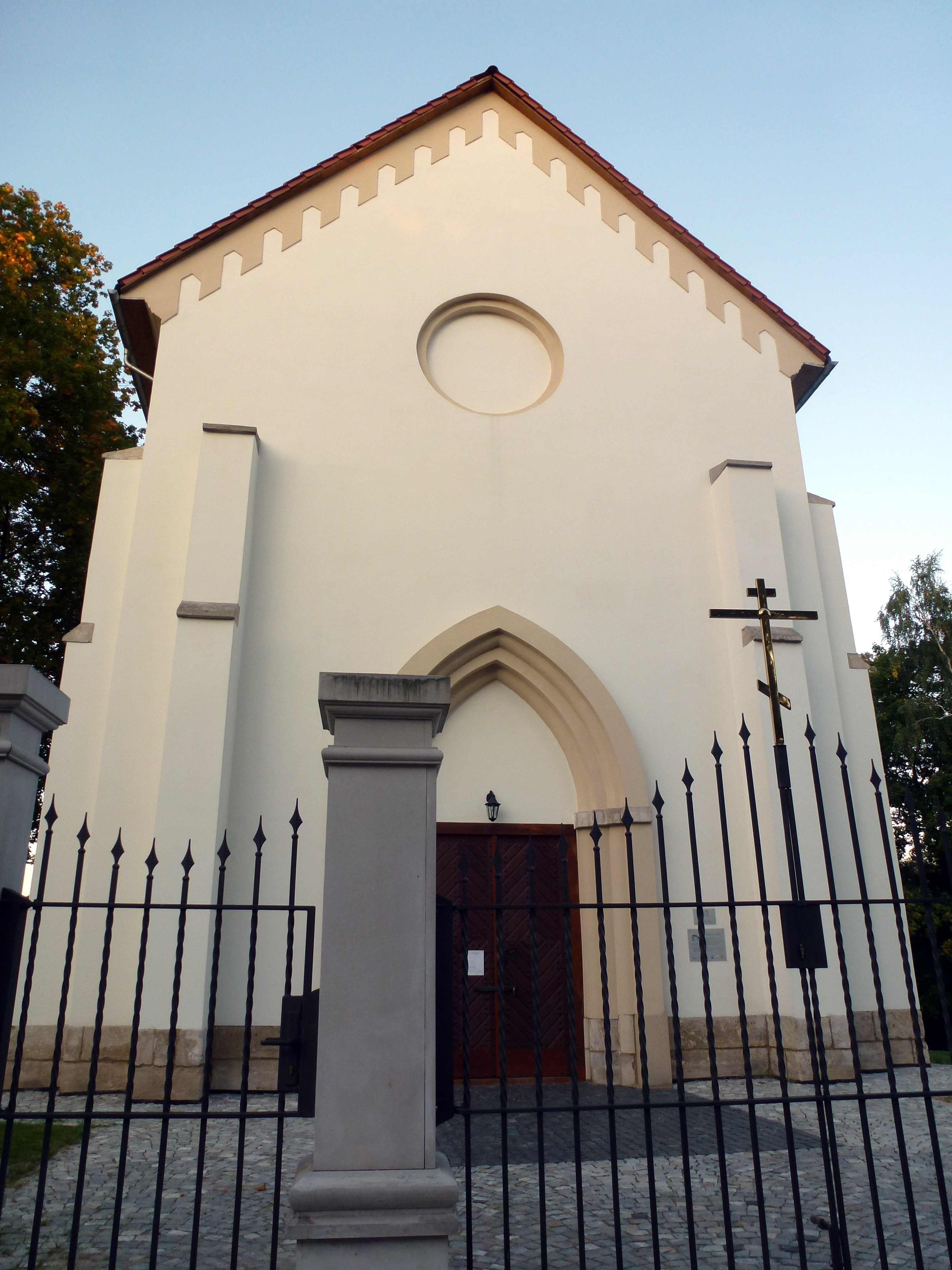
Церковь
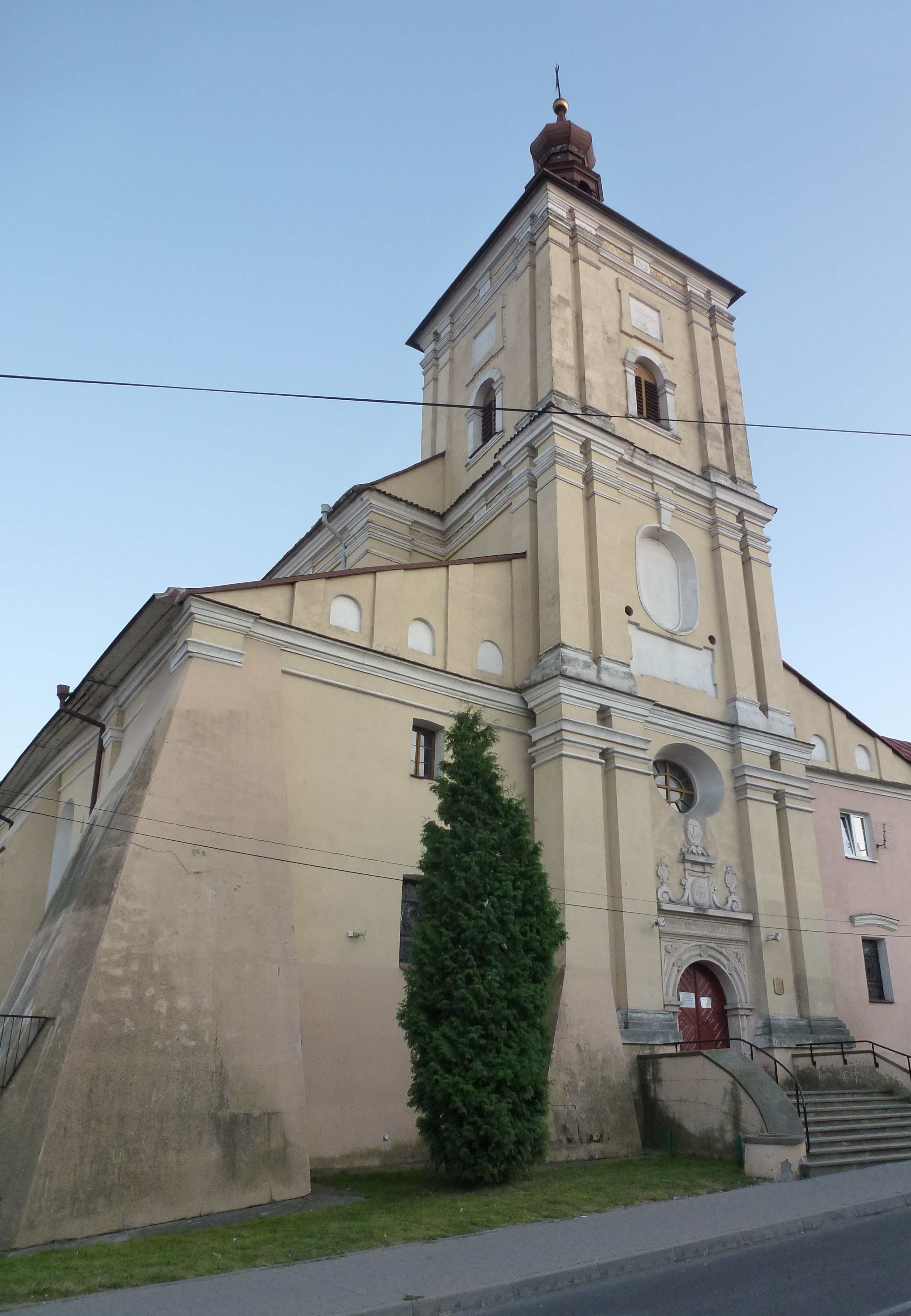
Костёл
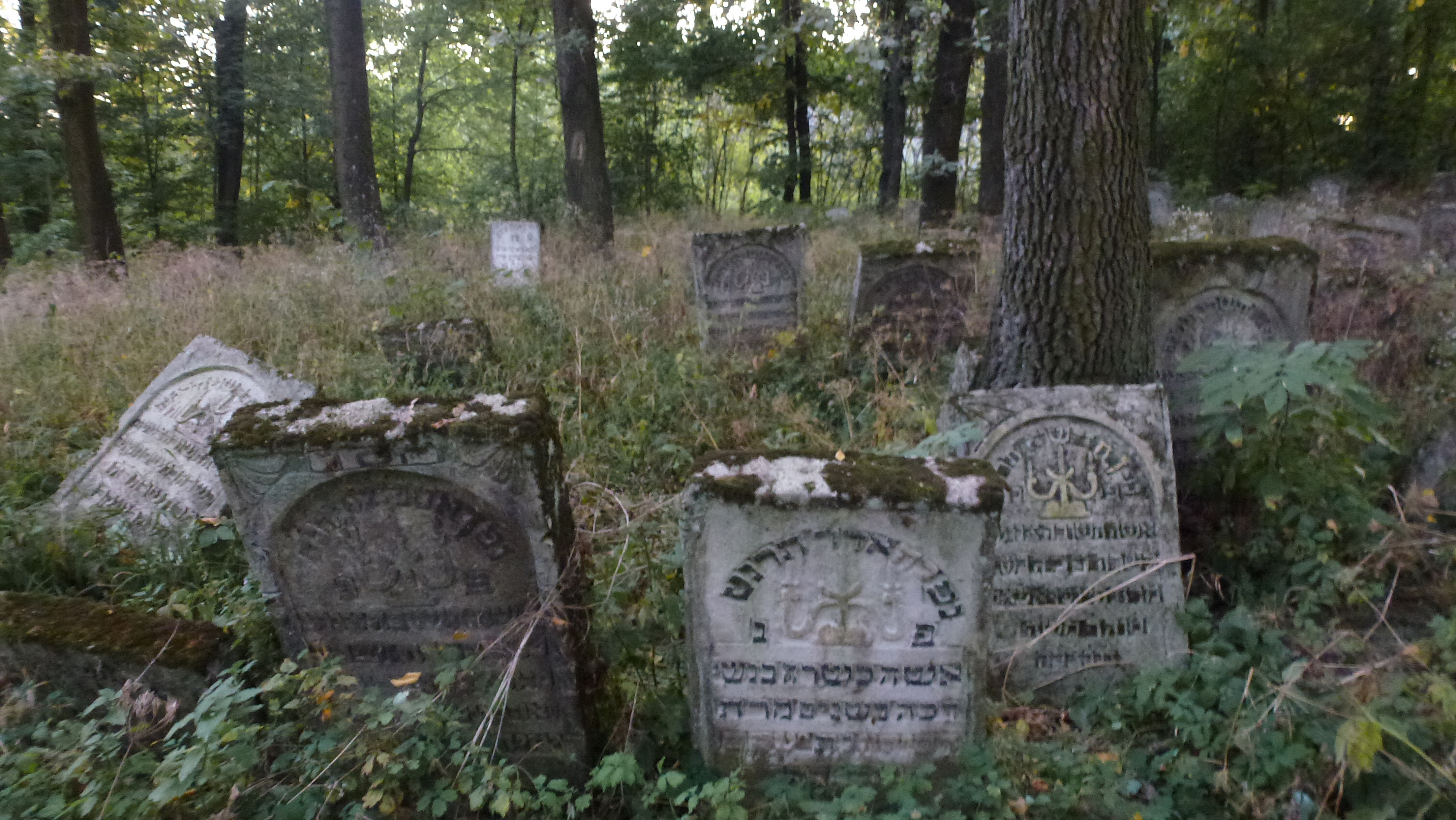
Еврейское кладбище
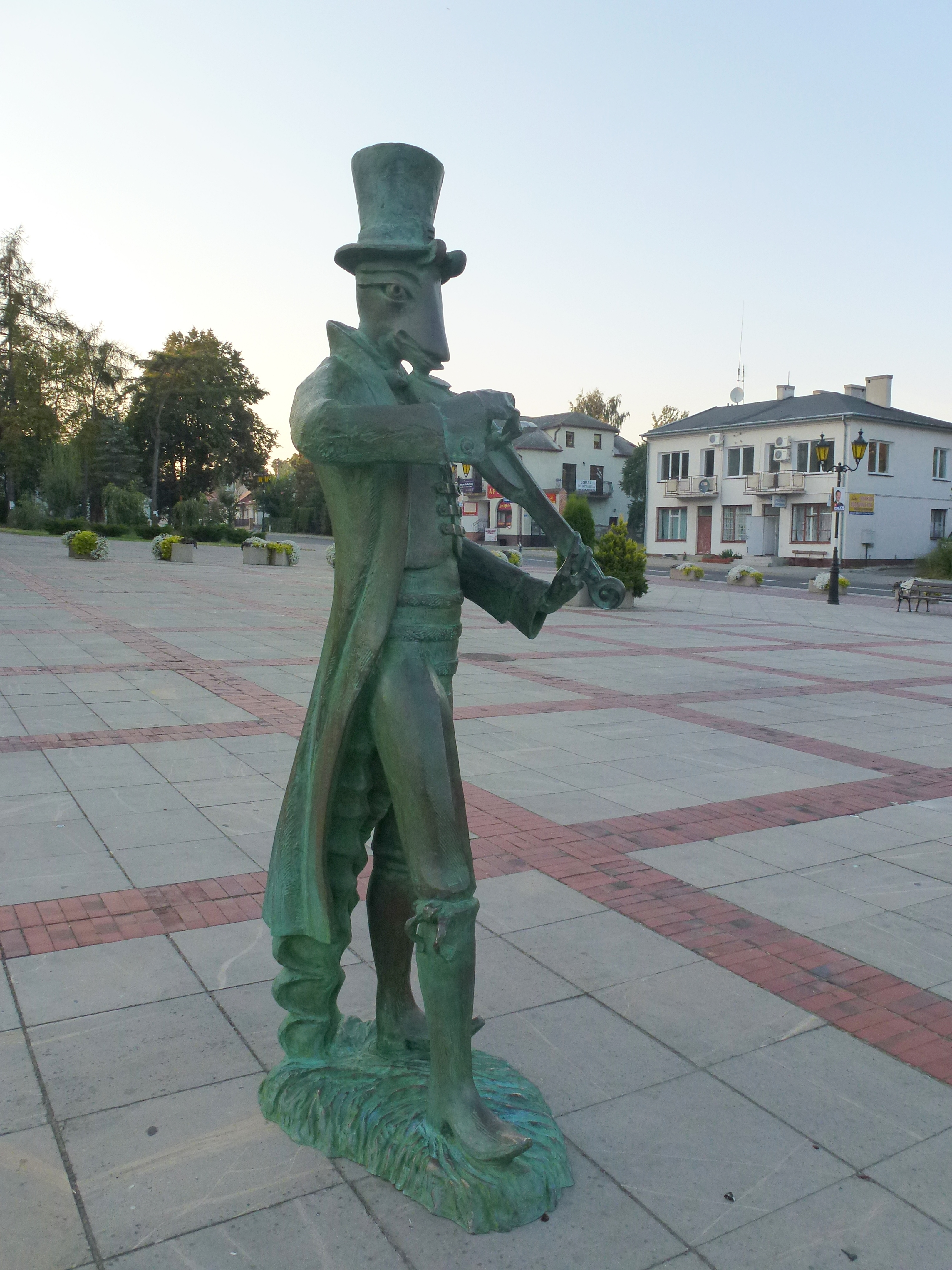
Памятник жуку в Щебжешине